# Блињикур
Блињикур (фр. Blignicourt) насеље је и општина у североисточној Француској у региону Шампањ-Арден, у департману Об која припада префектури Бар сир Об.
По подацима из 2011. године у општини је живело 41 становника, а густина насељености је износила 9,6 становника/km². Општина се простире на површини од 4,27 km². Налази се на средњој надморској висини од 115 метара.

## Демографија
| 1962. | 1968. | 1975. | 1982. | 1990. | 1999. | 2011. |
| ----- | ----- | ----- | ----- | ----- | ----- | ----- |
| 87    | 89    | 64    | 61    | 58    | 55    | 41    |

График промене броја становника у току последњих година